# Syndesus seguyi
Syndesus seguyi là một loài bọ cánh cứng trong họ Lucanidae. Loài này được Didier mô tả khoa học năm 1929.